# X Football League (2020)
La X Football League, meglio conosciuta con l'acronimo XFL, è stata una lega professionistica statunitense di football americano, fondata nel 2018 e attiva sul campo nel 2020. Il 3 agosto dello stesso anno l'attività viene rilevata dall'attore statunitense Dwayne Johnson. Questa lega nel dicembre 2023 è confluita nella United Football League (2024), che è un'altra organizzazione sportiva.
La lega non va confusa con la vecchia X Football League, fondata nel 1999 e attiva sul campo nel 2001.

## Storia
La stagione regolare iniziò l'8 febbraio 2020 e avrebbe dovuto concludersi il 12 aprile seguente, ma fu cancellata il 12 marzo a causa della pandemia di COVID-19 che ha colpito tutto il mondo.
Il 25 luglio 2022, Johnson e Garcia hanno tenuto un XFL Townhall al Texas Live!  ad Arlington, dove hanno confermato che tutti i mercati XFL del 2020 ad eccezione di Los Angeles, Tampa Bay e New York sarebbero tornati.  Los Angeles, Tampa Bay e New York sarebbero state sostituite rispettivamente da squadre a San Antonio, Las Vegas e Orlando, in Florida.  Le squadre nelle città esistenti sono elencate con i loro nomi del 2020 (poiché l'XFL conserva i marchi su quelle squadre).  Il nome della squadra di Seattle è stato leggermente modificato rispetto al nome del 2020, passando da "Seattle Dragons" a "Seattle Sea Dragons"
Il 18 febbraio 2023 inizia la nuova stagione con la partecipazione di 8 squadre, le 43 partite XFL (40 di stagione regolare, due di playoff e una finale) saranno presenti su una combinazione di ABC, ESPN ed ESPN2 e FX. Tutte le partite sono trasmesse in streaming su ESPN+ e in simulcast in 142 paesi in tutto il mondo.

## Regole di gioco
Le regole della X Football League sono differenti da quelle della National Football League.
La competizione prevede la partecipazione di otto squadre divise in due diversi gruppi (Western Division e Eastern Division), con un calendario di 10 partite per ogni formazione; al termine della regular season si disputano i play-off tra le prime due classificate di ciascun gruppo.

## Squadre stagione 2020

### Western Division
| Squadra              | Città     | Stadio                     | Allenatore    |
| -------------------- | --------- | -------------------------- | ------------- |
| Dallas Renegades     | Arlington | Globe Life Park            | Robert Stoops |
| Houston Roughnecks   | Houston   | TDECU Stadium              | June Jones    |
| Los Angeles Wildcats | Carson    | Dignity Health Sports Park | Winston Moss  |
| Seattle Dragons      | Seattle   | CenturyLink Field          | Jim Zorn      |

### Eastern Division
| Squadra               | Città           | Stadio                       | Allenatore       |
| --------------------- | --------------- | ---------------------------- | ---------------- |
| DC Defenders          | Washington      | Audi Field                   | Alfonza Hamilton |
| New York Guardians    | East Rutherford | MetLife Stadium              | Kevin Gilbride   |
| St. Louis BattleHawks | Saint Louis     | The Dome at America's Center | Jonathan Hayes   |
| Tampa Bay Vipers      | Tampa           | Raymond James Stadium        | Marc Trestman    |

### Stagione regolare
| 1ª giornata |                                           |         |
|             |                                           |         |
| 8 febbraio  | DC Defenders - Seattle Dragons            | 31 - 19 |
| 8 febbraio  | Houston Roughnecks - Los Angeles Wildcats | 37 - 17 |
| 9 febbraio  | New York Guardians - Tampa Bay Vipers     | 23 - 3  |
| 9 febbraio  | St. Louis BattleHawks - Dallas Renegades  | 15 - 9  |

| 2ª giornata |                                            |         |
|             |                                            |         |
| 15 febbraio | DC Defenders - New York Guardians          | 27 - 0  |
| 15 febbraio | Seattle Dragons - Tampa Bay Vipers         | 17 - 9  |
| 16 febbraio | Dallas Renegades - Los Angeles Wildcats    | 25 - 18 |
| 16 febbraio | Houston Roughnecks - St. Louis BattleHawks | 28 - 24 |

| 1ª giornata |                                           |         |
|             |                                           |         |
| 8 febbraio  | DC Defenders - Seattle Dragons            | 31 - 19 |
| 8 febbraio  | Houston Roughnecks - Los Angeles Wildcats | 37 - 17 |
| 9 febbraio  | New York Guardians - Tampa Bay Vipers     | 23 - 3  |
| 9 febbraio  | St. Louis BattleHawks - Dallas Renegades  | 15 - 9  |

| 2ª giornata |                                            |         |
|             |                                            |         |
| 15 febbraio | DC Defenders - New York Guardians          | 27 - 0  |
| 15 febbraio | Seattle Dragons - Tampa Bay Vipers         | 17 - 9  |
| 16 febbraio | Dallas Renegades - Los Angeles Wildcats    | 25 - 18 |
| 16 febbraio | Houston Roughnecks - St. Louis BattleHawks | 28 - 24 |

| 3ª giornata |                                            |         |
|             |                                            |         |
| 22 febbraio | Houston Roughnecks - Tampa Bay Vipers      | 34 - 27 |
| 22 febbraio | Dallas Renegades - Seattle Dragons         | 24 - 12 |
| 23 febbraio | St. Louis BattleHawks - New York Guardians | 29 - 9  |
| 23 febbraio | Los Angeles Wildcats - DC Defenders        | 39 - 9  |

| 4ª giornata |                                           |         |
|             |                                           |         |
| 29 febbraio | New York Guardians - Los Angeles Wildcats | 17 - 14 |
| 29 febbraio | St. Louis BattleHawks - Seattle Dragons   | 23 - 16 |
| 1º marzo    | Houston Roughnecks - Dallas Renegades     | 27 - 20 |
| 1º marzo    | Tampa Bay Vipers - DC Defenders           | 25 - 0  |

| 3ª giornata |                                            |         |
|             |                                            |         |
| 22 febbraio | Houston Roughnecks - Tampa Bay Vipers      | 34 - 27 |
| 22 febbraio | Dallas Renegades - Seattle Dragons         | 24 - 12 |
| 23 febbraio | St. Louis BattleHawks - New York Guardians | 29 - 9  |
| 23 febbraio | Los Angeles Wildcats - DC Defenders        | 39 - 9  |

| 4ª giornata |                                           |         |
|             |                                           |         |
| 29 febbraio | New York Guardians - Los Angeles Wildcats | 17 - 14 |
| 29 febbraio | St. Louis BattleHawks - Seattle Dragons   | 23 - 16 |
| 1º marzo    | Houston Roughnecks - Dallas Renegades     | 27 - 20 |
| 1º marzo    | Tampa Bay Vipers - DC Defenders           | 25 - 0  |

| #  | Squadra              | G | V | S | %    |
| -- | -------------------- | - | - | - | ---- |
| 1. | Houston Roughnecks   | 5 | 5 | 0 | 100% |
| 2. | Dallas Renegades     | 5 | 2 | 3 | 40%  |
| 3. | Los Angeles Wildcats | 5 | 2 | 3 | 40%  |
| 4. | Seattle Dragons      | 5 | 1 | 4 | 20%  |

| #  | Squadra               | G | V | S | %   |
| -- | --------------------- | - | - | - | --- |
| 1. | DC Defenders          | 5 | 3 | 2 | 60% |
| 2. | St. Louis BattleHawks | 5 | 3 | 2 | 60% |
| 3. | New York Guardians    | 5 | 3 | 2 | 60% |
| 4. | Tampa Bay Vipers      | 5 | 1 | 4 | 20% |

### Leader della lega 2020
| Categoria          | Giocatore        | Squadra | Stat.   |
| Attacco            | Attacco          | Attacco | Attacco |
| ------------------ | ---------------- | ------- | ------- |
| Yard passate       | P.J. Walker      | HOU     | 1,338   |
| Yard corse         | De'Veon Smith    | TB      | 365     |
| Yard ricevute      | Cam Phillips     | HOU     | 455     |
| Touchdown          | Cam Phillips     | HOU     | 9       |
| Difesa             |                  |         |         |
| Tackle             | Steven Johnson   | SEA     | 48      |
| Sack               | Cavon Walker     | NY      | 4.5     |
| Intercetti         | Deatrick Nichols | HOU     | 3       |
| Special Team       |                  |         |         |
| Yard su ritorno    | John Santiago    | SEA     | 440     |
| Field Goal segnati | Austin MacGinnis | DAL     | 10      |
| Media punt         | Marquette King   | STL     | 45.7    |

## Squadre stagione 2023

### Divisione SUD
| Squadra                                                           | Città       | Stadio                | Allenatore    |
| ----------------------------------------------------------------- | ----------- | --------------------- | ------------- |
| Arlington Renegades in precedenza erano chiamati Dallas Renegades | Arlington   | Choctaw Stadium       | Bob Stoops    |
| Houston Roughnecks                                                | Houston     | TDECU Stadium         | Wade Phillips |
| Orlando Guardians in precedenza erano chiamati New York Guardians | Orlando     | Camping World Stadium | Terrel Bucker |
| San Antonio Brahmas                                               | San Antonio | Almondone             | Henies Ward   |

### Divisione Nord
| Squadra                                                          | Città       | Stadio                       | Allenatore     |
| ---------------------------------------------------------------- | ----------- | ---------------------------- | -------------- |
| DC Defenders                                                     | Washington  | Audi Field                   | Reggio Ballow  |
| Seattle Sea Dragons in precedenza erano chiamati Seattle Dragons | Seattle     | Lumen Field                  | Jim Hasled     |
| St. Louis BattleHawks                                            | Saint Louis | The Dome at America's Center | Anthony Becher |
| Vegas Vipers in precedenza erano chiamati Tampa Bay Vipers       | Las Vegas   | Chasman Field                | Rod Woodsn     |

## Riepilogo Squadre

### Storia della Squadre
| Squadra               | Città       | XFL  | Note                                                                        |
| --------------------- | ----------- | ---- | --------------------------------------------------------------------------- |
| Arlington Renegades   | Arlington   | 2020 | vecchia denominazione Dallas Renegades                                      |
| Houston Roughnecks    | Houston     | 2020 |                                                                             |
| Orlando Guardians     | Orlando     | 2020 | vecchia denominazione New York Guardians                                    |
| San Antonio Brahmas   | San Antonio | 2023 | prendono il posto dei Los Angeles Wildcats che ha partecipato alla XFL 2020 |
| DC Defenders          | Washington  | 2020 |                                                                             |
| Seattle Sea Dragons   | Seattle     | 2020 | vecchia denominazione Seattle Dragons                                       |
| St. Louis BattleHawks | Saint Louis | 2020 |                                                                             |
| Vegas Vipers          | Las Vegas   | 2020 | vecchia denominazione Tampa Bay Vipers                                      |

## Titoli
- 2020: campionato sospeso per Covid 19
- 2023: Arlington Renegades